# Andreas Kilcher

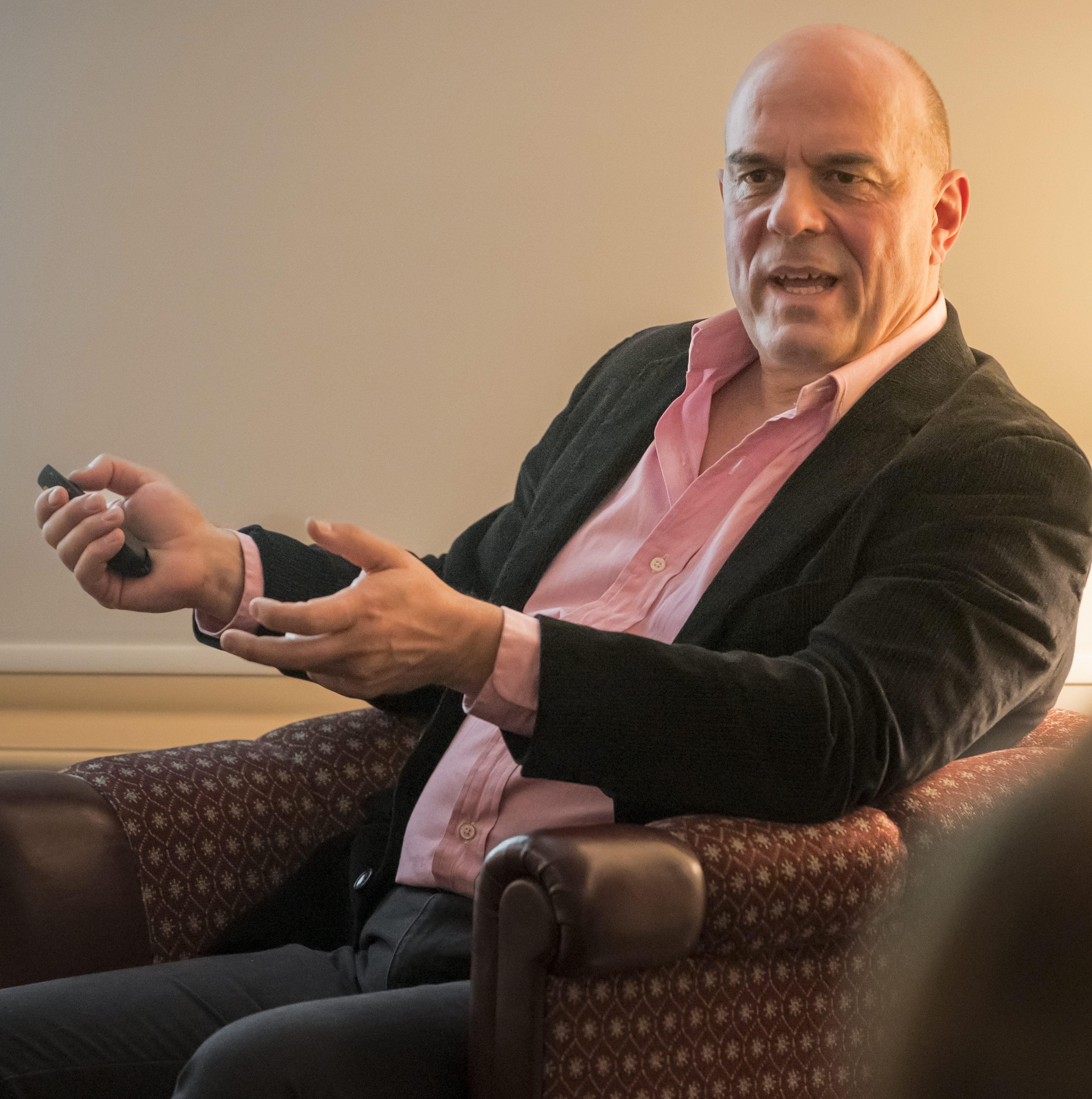
Andreas Kilcher (2021)

Andreas Benjamin Kilcher (* 11. Juli 1963 in Basel) ist ein Schweizer Literatur- und Kulturwissenschaftler sowie Hochschullehrer.

## Leben
Andreas Kilcher studierte Germanistik, Geschichte und Philosophie an den Universitäten Basel und München. Er war Doktorand an der Hebrew University in Jerusalem und wissenschaftlicher Assistent am Deutschen Seminar der Universität Basel. 1996 wurde Kilcher mit einer Dissertation zur Kabbala promoviert. Im Jahr 2002 habilitierte er sich mit einer Untersuchung der Enzyklopädik der Literatur von 1600 bis 2000.
Von 2004 bis 2008 hatte Kilcher einen Lehrstuhl für Neuere deutsche Literaturwissenschaft an der Universität Tübingen inne. Seit 2008 ist er Professor für Literatur- und Kulturwissenschaft an der ETH Zürich. Er war Mitglied des Zentrums Geschichte des Wissens an der ETH und Universität Zürich, dessen Leiter er von 2014 bis 2016 war. Er ist Präsident des Kuratoriums des Thomas-Mann-Archivs an der ETH Zürich. Kilcher ist stellvertretender Departementsvorsteher des Departements für Geistes-, Sozial- und Staatswissenschaften an der ETH Zürich.
Kilcher war Mitbegründer und ist seit 2013 Präsident der European Society for the Study of Western Esotericism und wiederholt Fellow am Zentrum für Literatur- und Kulturforschung in Berlin. Er war Gastprofessor an der Hebrew University, an der Princeton University und an der Stanford University an der University of California, Davis, sowie Silverman-Professor am Cohn Institut der Universität Tel Aviv. Kilcher schreibt für verschiedene Zeitungen und ist Mitarbeiter des politischen Onlinemagazins Geschichte der Gegenwart.

## Forschungsgebiete
Kilchers Arbeiten widmen sich zum einen dem Zusammenhang von Literatur und Wissen, was er insbesondere in den beiden Fachgebieten der Enzyklopädie sowie der Esoterik zeigt. Hinsichtlich der Esoterik sind es vor allem Arbeiten zur Kabbala und zum modernen Okkultismus. Zum zweiten beschäftigen sich seine Arbeiten mit der Geschichte der jüdischen Literatur sowie der jüdischen Kultur in Europa, speziell in Deutschland. In einem Interview mit der Neuen Zürcher Zeitung beschreibt Kilcher seine Forschungsgebiete wie folgt:
«Die jüdische Literatur- und Kulturgeschichte sowie die Geschichte der Esoterik – so weit diese auseinanderliegen – sind beides Forschungsgebiete, die in der gesellschaftlichen und wissenschaftlichen Geltung eine Randstellung haben. Doch noch in dieser Position ausserhalb des Wissenskanons sind sie grundlegend: die jüdische Literatur- und Kulturgeschichte, indem sie gegen homogenisierende, gar normative Vorstellungen die europäische Kultur in ihrer Pluralität und Transkulturalität begreiflich macht. Und die Esoterik, indem sie gegen die Standardvorstellungen eines empirischen und technischen Wissenschaftsbegriffs das Denken auf eine breitere Basis stellt, das Wissen an die Grenzen der Religion, des Mythos und des Unbewussten heranführt.»
Kilcher hat – gemeinsam mit Karl Jürgen Skrodzki – ab Band 9 der Werkausgaben Briefe von Else Lasker-Schüler für die Herausgabe bearbeitet. Er hat auch Lasker-Schülers 2013 neu aufgefundenes Gedichtbuch für Hugo im Wallstein Verlag herausgegeben. 
Kilcher forscht insbesondere auch zu Franz Kafka. Unter anderem verfasste er für den Suhrkamp Verlag die Basisbiographie zu Kafka und berichtete zwischen 2010 und 2019 in zahlreichen Artikeln über den Prozess zu Max Brods und Kafkas Nachlass. 2021 publizierte er im Verlag C. H. Beck einen Band über Kafkas Zeichnungen, der in über zehn Sprachen übersetzt wurde. Er gelangte auf mehrere Bestenlisten, u. a. im Januar 2022 auf die Welt-Bestenliste. Im Jahr von Kafkas 100. Todestag 2024 erschien von Kilcher die Monographie Kafkas Werkstatt. Der Schriftsteller bei der Arbeit, ebenfalls im C. H. Beck Verlag. Das Buch gelangte im Juni 2024 auf die Sachbuch-Bestenliste (Platz 2).

## Veröffentlichungen

### Autor
- 1998: Die Sprachtheorie der Kabbala als ästhetisches Paradigma. Die Konstruktion einer ästhetischen Kabbala seit der Frühen Neuzeit. Metzler, Stuttgart, ISBN 3-476-01560-2.
- 1999: Das magische Gesetz der hebräischen Sprache. Drostes «Judenbuche» und der spätromantische Diskurs über die jüdische Magie. In: Zeitschrift für deutsche Philologie, S. 234–265.
- 2003: mathesis und poiesis. Die Enzyklopädik der Literatur 1600 bis 2000. Habilitationsschrift. Fink, Paderborn, ISBN 3-7705-3820-X.
- 2004: Moses als Magier. In: Castrum Peregrini, Heft 264/265, Amsterdam.
- 2007: Geteilte Freude. Schiller-Rezeption in der jüdischen Moderne. Mit einer Edition der hebräischen und jiddischen Übersetzungen der Ode An die Freude. Stiftung Lyrik Kabinett, München, ISBN 978-3-93877601-8.
- 2008: Franz Kafka. Suhrkamp, Frankfurt am Main, ISBN 3-518-18228-5.
- 2011: Max Frisch. Suhrkamp, Berlin, ISBN 978-3-518-18250-5.
- 2013: Literatur und Kabbala. Jiří Langer und die Bedeutung des Erzählens im Chassidismus. In: Jiří Mordechai Langer: Die neun Tore. Geheimnisse der Chassidim. Aus dem Tschechischen u. mit einem Nachwort von Kristina Kallert, hrsg. von Andreas B. Kilcher. Arco, Wuppertal / Wien 2013, ISBN 978-3-938375-40-2, S. 315–363.
- 2014: Poétique et politique du Witz chez Heinrich Heine. Poetik und Politik des Witzes bei Heinrich Heine. Éditions de l’Éclat, Paris, ISBN 978-2-84162341-9.
- 2016: Deutsche Sprachkultur in Palästina/Israel. Geschichte und Bibliographie. Zusammen mit Eva Edelmann-Ohler. De Gruyter, Berlin 2016, ISBN 978-3-11-044175-8.
- 2024: Kafkas Werkstatt. Der Schriftsteller bei der Arbeit. C. H. Beck, München, ISBN 978-3-406-81505-8.

### Herausgeber
- 2000: Metzler Lexikon der deutsch-jüdischen Literatur. Jüdische Autorinnen und Autoren deutscher Sprache von der Aufklärung bis zur Gegenwart. Metzler, Stuttgart u. Weimar, ISBN 3-476-01682-X.
  - Deutsch-jüdische Literatur: 120 Porträts. Metzler, Stuttgart 2006 (Auswahlband)
- 2003: Metzler Lexikon Jüdischer Philosophen. Philosophisches Denken des Judentums von der Antike bis zur Gegenwart. Zusammen mit Otfried Fraisse und Yossef Schwartz. Metzler, Stuttgart, ISBN 3-476-01707-9.
- 2003: Anton Kuh: Juden und Deutsche. Löcker, Wien, ISBN 3-85409-369-1.
- 2006: Morgen-Glantz. Zeitschrift der Christian-Knorr-von-Rosenroth-Gesellschaft, Nr. 16. Lang, Bern u. a., ISBN 978-3-03911-163-3.
- 2010: Die Enzyklopädik der Esoterik. Allwissenheitsmythen und universalwissenschaftliche Modelle in der Esoterik der Neuzeit. Zusammen mit Philipp Theisohn. Fink, Paderborn, ISBN 978-3-7705-5070-8.
- 2013: "Fechtschulen und phantastische Gärten": Recht und Literatur. Zusammen mit Matthias Mahlmann, Daniel Müller Nielaba. VDF Hochschulverlag, Zürich, ISBN 978-3-7281-3352-6.
- 2013: Jiří Mordechai Langer: Die neun Tore. Geheimnisse der Chassidim. Aus dem Tschechischen u. mit einem Nachwort von Kristina Kallert. Arco, Wuppertal / Wien, ISBN 978-3-938375-40-2.
- 2015: Die Wissenschaft des Judentums. Eine Bestandsaufnahme. Zusammen mit Thomas Meyer. Fink, Paderborn, ISBN 978-3-7705-5784-4.
- 2016: Writing Jewish Culture. Paradoxes in Ethnography. Zusammen mit Gabriella Safran. Indiana University Press,  Bloomington 2016, ISBN 978-0-253-01964-6.
- 2018: Nachträglich, grundlegend. Der Kommentar als Denkform der jüdischen Moderne von Hermann Cohen bis Jacques Derrida. Zusammen mit Liliane Weissberg. Wallstein, Göttingen, ISBN 978-3-8353-3369-7.[14]
- 2019: Zwischen Anpassung und Subversion. Sprache und Politik der Assimilation. Zusammen mit Urs Lindner. Fink, Paderborn, ISBN 978-3-7705-5951-0.
- 2019:  Judentum und Krankheit (= Themenheft von Aschkenas. Zeitschrift für Geschichte und Kultur der Juden, Bd. 29, Heft 1, Juni 2019). Zusammen mit Robert Jütte. De Gruyter, Berlin, ISSN 1016-4987.
- 2019: Else Lasker-Schüler. Gedichtbuch für Hugo. Zusammen mit Karl Jürgen Skrodzki. Wallstein, Göttingen, ISBN 978-3-8353-3447-2.
- 2020: Randkulturen. Lese- und Gebrauchsspuren in Autorenbibliotheken des 19. und 20. Jahrhunderts. Zusammen mit Anke Jaspers. Wallstein, Göttingen, ISBN 978-3-8353-3667-4.
- 2021: Franz Kafka. Die Zeichnungen. C. H. Beck, München, ISBN 978-3-406-77658-8.
- 2022: Die Legenden der Juden. Zusammen mit Joanna Nowotny. Suhrkamp Verlag, Berlin, ISBN 978-3-633-54312-0.

### Vorträge auf Video
- 2005: Andreas Kilcher im Gespräch mit Ruth Klüger und Doron Rabinovici, Universität Tübingen.
- 2014: Lecture Kabbalah and Anthroposophy, Ben Gurion University Beʾer Sheva.
- 2015: Lecture The Humanities between Germany and Israel, Van Leer Institute Jerusalem.
- 2021: Keynote Lecture Dürrenmatt und Israel, Dürrenmatt-Konferenz, Schweizerische Nationalbibliothek Bern.
- 2021: Andreas Kilcher im Gespräch mit Andreas Platthaus zu Franz Kafka: Die Zeichnungen, Literaturhaus Berlin.
- 2021: Andreas Kilcher im Gespräch mit Reiner Stach über «Kafka und die Kunst», Stiftung Nairs Scuol.
- 2022: Andreas Kilcher im Gespräch mit Judith Butler über Kafkas Zeichnungen, Virtual Memories
- 2022: Andreas Kilcher im Gespräch mit Bill Sherman über Kafka, Warburg Institute

### Podcasts
- 2011: Andreas Kilcher im Gespräch über Franz Kafka. Tachles, 29. Juni 2011.
- 2023: Ein goldener Apfel zur rechten Zeit - Einführung in die Weisheit des Judentums. METIS Wisdom Talks at ETH Zurich, 9. Mai 2023.
- 2024: Kafka bläst das Licht aus - Über die dunkle Weisheit Franz Kafkas. METIS Wisdom Talks at ETH Zurich, 8. Januar 2024.
- 2024: Kafkas Werkstatt. Tachles, 29. Mai 2024.